# Canton de Ploufragan
Le canton de Ploufragan est une circonscription électorale française située dans le département des Côtes-d'Armor et la région Bretagne.

## Histoire
Le canton de Ploufragan a été créé en 1982.
À la suite du redécoupage cantonal de 2014, le nombre de communes du canton reste inchangé.
Le canton est entièrement inclus dans l'arrondissement de Saint-Brieuc. Le bureau centralisateur est situé à Ploufragan.

## Représentation

### Représentation avant 2015
| Période | Période | Identité        | Étiquette | Qualité                                  |
| ------- | ------- | --------------- | --------- | ---------------------------------------- |
| 1982    | 2008    | Jean Derian     | PCF       | Cheminot Maire de Ploufragan (1977-1997) |
| 2008    | 2015    | Christine Orain | PS        | Adjointe au maire de Ploufragan          |

### Représentation après 2015
| Période élective | Période élective | Mandat | Mandat   | Identité                 | Nuance | Nuance | Qualité |
| ---------------- | ---------------- | ------ | -------- | ------------------------ | ------ | ------ | --- |
| 2015             | 2021             | 2015   | 2021     | Jean-Marc Déjoué         |        | PCF    | Retraité de La Poste Conseiller municipal de Plédran |
| 2015             | 2021             | 2015   | 2021     | Christine Orain-Grovalet |        | DVG    | Rédactrice territoriale en disponibilité Adjointe au maire de Ploufragan                                                                                  |
| 2021             | 2028             | 2021   | en cours | Jean-Marc Déjoué         |        | PCF    | Conseiller sortant |
| 2021             | 2028             | 2021   | en cours | Christine Orain-Grovalet |        | DVG    | Conseillère sortante, membre de Génération.s 8ème vice-présidente déléguée à l'Insertion, à l’Économie sociale et solidaire, et à l’Égalité femmes-hommes |

### Résultats détaillés

#### Élections de mars 2015
À l'issue du 1er tour des élections départementales de 2015, deux binômes sont en ballottage : Jean-Marc Dejoué et Christine Orain Grovalet (Union de la Gauche, 47,98 %) et Claude Blanchard et Anne-Laure Hinault-Le Bellégo (DVD, 30,79 %). Le taux de participation est de 53,3 % (8 863 votants sur 16 628 inscrits) contre 56,24 % au niveau départementalet 50,17 % au niveau national.
Au second tour, Jean-Marc Dejoué et Christine Orain Grovalet (Union de la Gauche) sont élus avec 55,88 % des suffrages exprimés et un taux de participation de 51,24 % (4 342 voix pour 8 520 votants et 16 628 inscrits).
Christine Orain-Grovalet a quitté le PS. Elle est à Génération.s.

#### Élections de juin 2021
Le premier tour des élections départementales de 2021 est marqué par un très faible taux de participation (33,26 % au niveau national). Dans le canton de Ploufragan, ce taux de participation est de 34,06 % (5 832 votants sur 17 121 inscrits) contre 39,37 % au niveau départemental. À l'issue de ce premier tour, deux binômes sont en ballottage : Jean-Marc Dejoué et Christine Orain-Grovalet (Union à gauche, 77,65 %) et Christophe Hermier et Laurence Hourdin (RN, 22,35 %).
Le second tour des élections est marqué une nouvelle fois par une abstention massive équivalente au premier tour. Les taux de participation sont de 34,3 % au niveau national, 40,31 % dans le département et 34,03 % dans le canton de Ploufragan. Jean-Marc Dejoué et Christine Orain-Grovalet (Union à gauche) sont élus avec 79,54 % des suffrages exprimés (4 171 voix pour 5 828 votants et 17 124 inscrits),,. 

## Composition

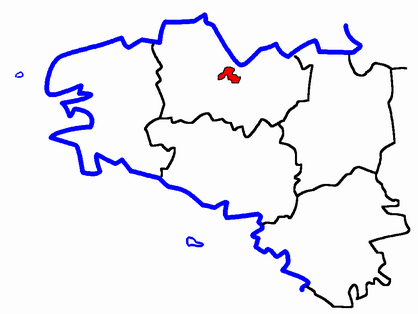
Situation du canton de Ploufragan dans le département des Côtes-d'Armor avant 2015.

La composition du canton de Ploufragan n'a pas été modifiée par le redécoupage de 2014. Il comporte toujours 5 communes.
| Nom                                | Code Insee | Intercommunalité                    | Superficie (km2) | Population (dernière pop. légale) | Densité (hab./km2) | Modifier                                    |
| ---------------------------------- | ---------- | ----------------------------------- | ---------------- | --------------------------------- | ------------------ | ------------------------------------------- |
| Ploufragan (bureau centralisateur) | 22215      | CA Saint-Brieuc Armor Agglomération | 27,06            | 11 347 (2022)                     | 419                | modifier les données · modifier les données |
| La Méaugon                         | 22144      | CA Saint-Brieuc Armor Agglomération | 6,78             | 1 326 (2022)                      | 196                | modifier les données · modifier les données |
| Plédran                            | 22176      | CA Saint-Brieuc Armor Agglomération | 34,71            | 6 909 (2022)                      | 199                | modifier les données · modifier les données |
| Saint-Donan                        | 22287      | CA Saint-Brieuc Armor Agglomération | 22,92            | 1 467 (2022)                      | 64                 | modifier les données · modifier les données |
| Saint-Julien                       | 22307      | CA Saint-Brieuc Armor Agglomération | 5,69             | 2 072 (2022)                      | 364                | modifier les données · modifier les données |
| Canton de Ploufragan               | 2221       |                                     | 97,16            | 23 121 (2022)                     | 238                | modifier les données                        |

## Démographie

### Démographie avant 2015
| 1982   | 1990   | 1999   | 2006   | 2011   | 2012   |
| ------ | ------ | ------ | ------ | ------ | ------ |
| 18 699 | 19 996 | 20 553 | 21 072 | 22 122 | 22 384 |

### Démographie depuis 2015
En 2022, le canton comptait 23 121 habitants, en évolution de +1,57 % par rapport à 2016 (Côtes-d'Armor : +1,78 %, France hors Mayotte : +2,11 %).
| 2013   | 2018   | 2022   |
| ------ | ------ | ------ |
| 22 723 | 23 037 | 23 121 |